# دوروتی دبوربا
دوروتی دبوربا (انگلیسی: Dorothy DeBorba؛ ‏ ۲۸ مارس ۱۹۲۵ – ۲ ژوئن ۲۰۱۰) بازیگر خردسال اهل ایالات متحده آمریکا و یکی از اعضای گروه کمدی دارودسته ما بود. وی بین سال‌های ۱۹۳۰ تا ۱۹۳۳ میلادی فعالیت می‌کرد.
از فیلم‌هایی که وی در آن‌ها نقش داشته‌است، می‌توان به حریره و شیر، جواهرات مسروقه و یک عاشقانه سلطنتی اشاره نمود.